# Triglav (mythologie)
Pour les articles homonymes, voir Triglav et Trzygłów (Poméranie-Occidentale).

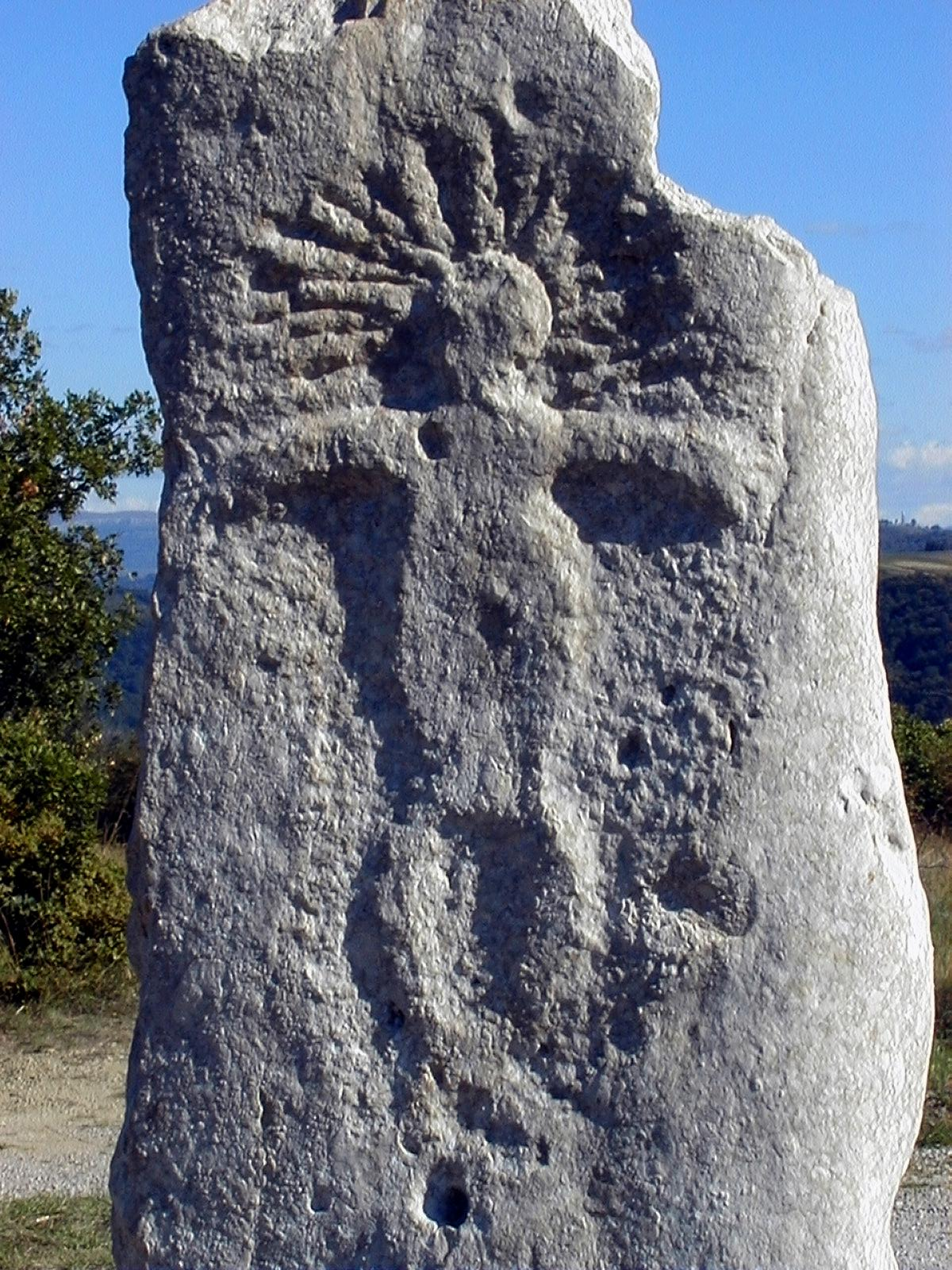
Pierre de (Slovénie),

Triglav ou Triglaf est un des noms de Svarog, le père des dieux de la mythologie slave.

## Étymologie et mythe

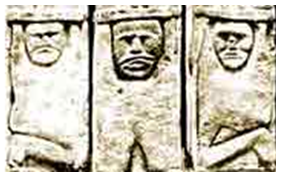
Représentation du Triglav sur une sculpture Zbruch

Triglav veut dire « les trois têtes » et représente Svarog et ses deux autres facettes : Vélès (Svantovít) et Péroun. Les trois faces représentent les trois forces qui régissent l'univers (expansion, rétention et équilibre), tous les dieux du Svarga descendent de ces trois divinités.
Le nom Triglav a aussi été donné, en célébration du dieu éponyme, à une montagne de Slovénie, qui en est le point culminant.

## Hommage
L'astéroïde (2522) Triglav, découvert en 1980, est nommé en son honneur.